# Amaurochelifer annamensis
Amaurochelifer annamensis är en spindeldjursart som beskrevs av Beier 1951. Amaurochelifer annamensis ingår i släktet Amaurochelifer och familjen tvåögonklokrypare. Inga underarter finns listade i Catalogue of Life.